# Шкунаев, Сергей Владимирович
Серге́й Влади́мирович Шкуна́ев (28 мая 1950 — 23 октября 2008) — советский и российский историк, кельтолог, переводчик. Кандидат исторических наук. Научный сотрудник Института всеобщей истории РАН.

## Биография
Его мать, Инна Дмитриевна Шкунаева (1923—1971), преподавала французский язык и западноевропейскую литературу сначала в МГИМО, потом в Институте иностранных языков, где заведовала кафедрой. Отец — доктор исторических наук Владимир Глебович Шкунаев (1926—1988) — был дипломатом, последняя его должность — заместитель генерального директора Международной организации труда в Женеве.
После окончания французской спецшколы Сергей Владимирович в 1967 году поступил на исторический факультет МГУ. С молодости работал в археологических экспедициях, занимался древней историей Новгорода, проблемами русско-скандинавских связей. Позднее обратился к кельтским народам, их истории, мифологии, культуре. В последние годы уделял большое внимание истории России, особенно периода революции и гражданской войны. Сергей Владимирович Шкунаев послужил литературным прототипом профессора Татарникова из романа Максима Кантора «Учебник рисования».
С. В. Шкунаев был женат дважды, от первой жены — Галины Кузнецовой — у него родился сын Дмитрий. Последние 27 лет он прожил со второй женой — Софьей Михайловной — и её дочерью Елизаветой.
В последние годы выступал с авторскими передачами «Пилигрим», «Дискуссии на тему» и «Перспектива (Обзор западной прессы)» на радиостанции «Христианский церковно-общественный канал» (радио «София»).

### Книги
- Шкунаев, С. В. Эволюция сельской общины у западных кельтов (Ирландия, Галлия). — Автореф. дисс.. — М.: Институт всеобщей истории АН СССР, 1978. — 27 с.
- Шкунаев, С. В. Община и общество западных кельтов. — М.: Наука, 1989. — 191 с.
- Шкунаев С. В. Диалоги со слушателями. — М.: Собрание, 2013. — 464 с.

### Переводы
- Шкунаев, С. В. Похищение быка из Куальнге. — М.: Наука, 1985. — 496 с.
- Шкунаев, С. В. Предания и мифы средневековой Ирландии. — М.: МГУ, 1991.
- Шкунаев, С. В. Саги об уладах. — М.: Аграф, 2004. — 640 с. — ISBN 5-7784-0270-8.
  - «Сватовство к Луайне и смерть Атирне»
  - «Сватовство к Эмер»
  - «Похищение стад Фроэха»
  - «Смерть Кухулина»
  - «Разрушение Дома Да Хока»
  - «Похищение быка из Куальнге» и предания об ирландских героях.
  - Примечания

### Статьи
- «Похищение быка из Куальнге» и предания об ирландских героях. // Похищение быка из Куальнге. М., 1985. С. 382—444. (в сер. «Литературные памятники»)
- Кельтский миф в саге о короле Конайре. // Вестник древней истории. 1985. № 3.
- Кельты в Европе в первой половине I тыс. до н. э. (ч.2, гл.3, в соавторстве с Ю. К. Колосовской). Кельты в Западной Европе в V—I вв. (ч.2, гл.12, § 1). Германские племена и союзы племен (ч.2, гл.15, § 1). // История Европы. В 8 т. Т.1. М., Наука. 1988. С.203-212, 492—503, 594—605
- Герои и хранители ирландских преданий. // Предания и мифы средневековой Ирландии. М., МГУ. 1991. С.5-30.
- «Прикладная история» («Русская мысль», № 4, 2000 г.).
- Сергей Шкунаев. Потерянная середина. Журнал «Коммерсантъ-Власть»   № 37(289) (29 сентября 1998). Дата обращения: 11 ноября 2008.